# Arochoides integrans
Arochoides integrans là một loài nhện trong họ Mimetidae. Chúng được Cândido Firmino de Mello-Leitão miêu tả năm 1935.